# Jayme de Almeida (1920–1973)
Jaime, właśc. Jayme de Almeida (ur. 28 sierpnia 1920 w Belo Horizonte – zm. 17 maja 1973 w Limie) – piłkarz brazylijski, występujący podczas kariery na pozycji środkowego obrońcy.

## Kariera klubowa
Karierę piłkarską Jaime zaczął w Clube Atlético Mineiro w 1936 roku i grał w nim do 1938 roku. Podczas tego okresu Jaime wygrał z Atlético Mineiro dwukrotnie mistrzostwo stanu Minas Gerais – Campeonato Mineiro w: 1936 i 1938 roku.
W 1938 roku przeszedł do CR Flamengo, w którym grał do zakończenia kariery w 1949 roku. Podczas tego okresu Jaime wygrał z Flamengo czterokrotnie mistrzostwo stanu Rio de Janeiro – Campeonato Carioca w: 1939, 1942, 1943 i 1944 roku.

## Kariera reprezentacyjna
W reprezentacji Brazylii Jaime zadebiutował 31 stycznia 1942 w meczu z reprezentacją Ekwadoru podczas Copa América 1942, na którym Brazylia zajęła trzecie miejsce. Na tym turnieju wystąpił w dwóch meczach z Ekwadorem i Paragwajem. W 1945 roku po raz drugi uczestniczył w turnieju Copa América, na którym Brazylia zajęła drugie miejsce. Na tym turnieju Jaime wystąpił w pięciu meczach z Kolumbią(bramka), Boliwią, Urugwajem, Argentyną oraz Chile. W 1946 roku po raz trzeci uczestniczył w turnieju Copa América, na którym Brazylia zajęła drugie miejsce. Na tym turnieju Jaime wystąpił w trzech meczach z Boliwią, Urugwajem oraz Argentyną.
Mecz z reprezentacją Argentyny był ostatnim w reprezentacji. Ogółem w latach 1942–1946 Jaime wystąpił w barwach canarinhos w piętnastu meczach i strzelił jedną bramkę.